# Катон-Карагай
Катон-Карагай (каз. Қатонқарағай) — село в Катон-Карагайском районе Восточно-Казахстанской области Казахстана. Административный центр Катон-Карагайского района и Катон-Карагайского сельского округа. Код КАТО — 635443100.

## География
Расположено в долине реки Сарымсак (каз. Сарымсақты өзені) у подножия северных склонов горного хребта Сарымсакты. Через село проходит автомобильная трасса с. Улькен Нарын — санаторий Рахмановские Ключи.

## История
Постановлением временного правительства от 2 октября 1917 года село Алексеевское Усть-Каменногорского уезда Семипалатинской губернии переименовано в Катон-Карагай.
С 4 декабря 1970 года по 23 марта 1997 года село было административным центром Катон-Карагайского района. С 23 марта 1997 года после объединения Катон-Карагайского и Большенарымского районов центром определено с. Улькен Нарын. С 1 января 2024 года село снова стало административным центром Катон-Карагайского района и был в прежних границах восстановлен Улькен Нарынский район.

## Население
В 1999 году население села составляло 5900 человек (2960 мужчин и 2940 женщин). По данным переписи 2009 года, в селе проживало 3869 человек (1866 мужчин и 2003 женщины).